# René Bian

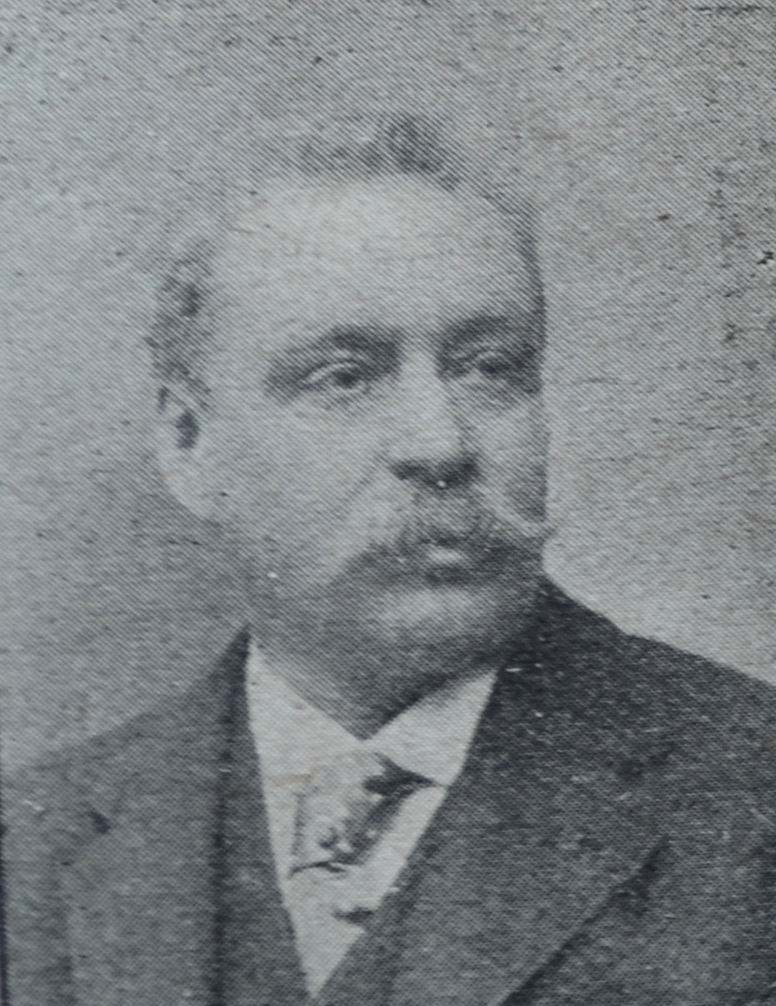
René Bian, 1911

René Bian (* 10. März 1844 in Sentheim; † 1917) war Fabrikbesitzer, Bürgermeister und Mitglied der ersten Kammer des Landtags des Reichslandes Elsaß-Lothringen.
René Bian, der evangelischer Konfession war, besuchte französische Schulen und war danach in der Industrie tätig. Er war Fabrikbesitzer in Sentheim.
Politisch war er 1888–1915 als Bürgermeister von Sentheim tätig. 1892–1911 war er Vertreter des Kreises Thann im Landesausschuss. Er war Mitglied der Bezirkskommission zur Veranlagung der Grund-, Gewerbe-, Kapitalrenten-, Lohn- und Besoldungssteuer, Mitglied der Handelskammer Mülhausen und gehörte vielen Aufsichtsräten an.
1911 wurde René Bian von Kaiser Wilhelm II. als Mitglied der ersten Kammer des Landtags des Reichslandes Elsaß-Lothringen ernannt.